# Sommesnil
Sommesnil är en kommun i departementet Seine-Maritime i regionen Normandie i norra Frankrike. Kommunen ligger i kantonen Ourville-en-Caux som tillhör arrondissementet Le Havre. År 2022 hade Sommesnil 112 invånare.

## Befolkningsutveckling
Antalet invånare i kommunen Sommesnil
| Referens: INSEE |